# The Muppet Christmas Carol
The Muppet Christmas Carol is een musical  uit 1992, van Brian Henson, de eerste Muppet-film gemaakt na het overlijden van Jim Henson. Het is één van vele verfilmingen van A Christmas Carol door Charles Dickens. 
De rollen van Ebenezer Scrooge en nabije familie worden gespeeld door acteurs. De figuranten en de drie geesten worden gespeeld door speciaal gecreëerde muppets, de bijrollen door bekende Muppets. De film wordt bij elkaar gepraat door Charles Dickens, die voorleest uit eigen werk, vertolkt door Gonzo. Anders dan de zeer speciale rolbezetting kan doen vermoeden, volgt de film het boek getrouw.

## Rolverdeling

### Menselijke acteurs
| Acteur            | Personage               | Nota       |
| ----------------- | ----------------------- | ---------- |
| Michael Caine     | Ebenezer Scrooge        |            |
| Edward Sanders    | jonge Ebenezer Scrooge  |            |
| Theo Sanders      | jonge Ebenezer Scrooge  |            |
| Kristopher Milnes | jonge Ebenezer Scrooge  |            |
| Russell Martin    | jonge Ebenezer Scrooge  |            |
| Ray Coulthard     | jonge Ebenezer Scrooge  |            |
| Steven Mackintosh | Fred                    |            |
| Meredith Braun    | Belle                   |            |
| Robin Weaver      | Clara                   |            |
| Jessica Fox       | Ghost of Christmas Past | enkel stem |
| David Shaw Parker | Joe                     | enkel stem |

### Muppets
| Acteur             | Personage           | "in de overeenkomstige rol van"                 |
| ------------------ | ------------------- | ----------------------------------------------- |
| Dave Goelz         | The Great Gonzo     | Charles Dickens                                 |
| Dave Goelz         | Waldorf             | Robert Marley                                   |
| Dave Goelz         | Dr. Bunsen Honeydew | Charity collector                               |
| Dave Goelz         | muppet zonder naam  | Betina Cratchit                                 |
| Steve Whitmire     | Kermit de Kikker    | Bob Cratchit                                    |
| Steve Whitmire     | Rizzo the Rat       | verteller                                       |
| Steve Whitmire     | Beaker              | collector voor goede doel                       |
| Steve Whitmire     | Bean Bunny          | jongen                                          |
| Steve Whitmire     | muppet zonder naam  | Belinda Cratchit                                |
| Frank Oz           | Miss Piggy          | Emily Cratchit                                  |
| Frank Oz           | Fozzie Bear         | Fozziwig                                        |
| Frank Oz           | Sam Eagle           | schoolhoofd                                     |
| Frank Oz           | George the Janitor  | zichzelf                                        |
| Frank Oz           | Animal              | organisator feestje Fozziwig                    |
| Jerry Nelson       | Robin the Frog      | Tiny Tim Cratchit                               |
| Jerry Nelson       | Lew Zealand         | Himself                                         |
| Jerry Nelson       | Statler             | Jacob Marley                                    |
| Jerry Nelson       | Ma Bear             | Ma Fozziwig                                     |
| Jerry Nelson       | muppet zonder naam  | Ghost of Christmas Present                      |
| David Rudman       | muppet zonder naam  | Peter Cratchit                                  |
| David Rudman       | muppet zonder naam  | Old Joe                                         |
| David Rudman       | The Swedish Chef    | kok op feest van Fozziwig                       |
| Louise Gold        | muppet zonder naam  | Mrs Dilber                                      |
| Karen Prell        | muppet zonder naam  | Ghost of Christmas Past                         |
| Robert Tygner      | muppet zonder naam  | Ghost of Christmas Past                         |
| Robert Tygner      | muppet zonder naam  | Ghost of Christmas Yet to Come (puppeteer only) |
| William Todd-Jones | muppet zonder naam  | Ghost of Christmas Past                         |
| Don Austen         | muppet zonder naam  | Ghost of Christmas Present                      |
| Don Austen         | muppet zonder naam  | Ghost of Christmas Yet to Come                  |

## Overig
De film is herhaaldelijk uitgebracht op tape en dvd, in diverse versies, van verschillende lengtes en in meerdere beeldformaten.